# Корабельское
Корабельское (укр. Корабельське) — село в Чернетчинской сельской общине Ахтырского района Сумской области Украины.
Код КОАТУУ — 5920386902. Население по переписи 2001 года составляет 240 человек.

## Географическое положение
Село Корабельское находится на берегу реки Гусинка,
выше и ниже по течению примыкает село Пологи.
На расстоянии в 1 км расположено село Манчичи, в 2-х км — город Ахтырка.
Местность изрезана большим количеством мелиорационных каналов.
Рядом проходят автомобильные дороги Р-17 и Т-1705.

## Происхождение названия
На некоторых картах село объединяют с селом Пологи.